# European Centre for Nature Conservation

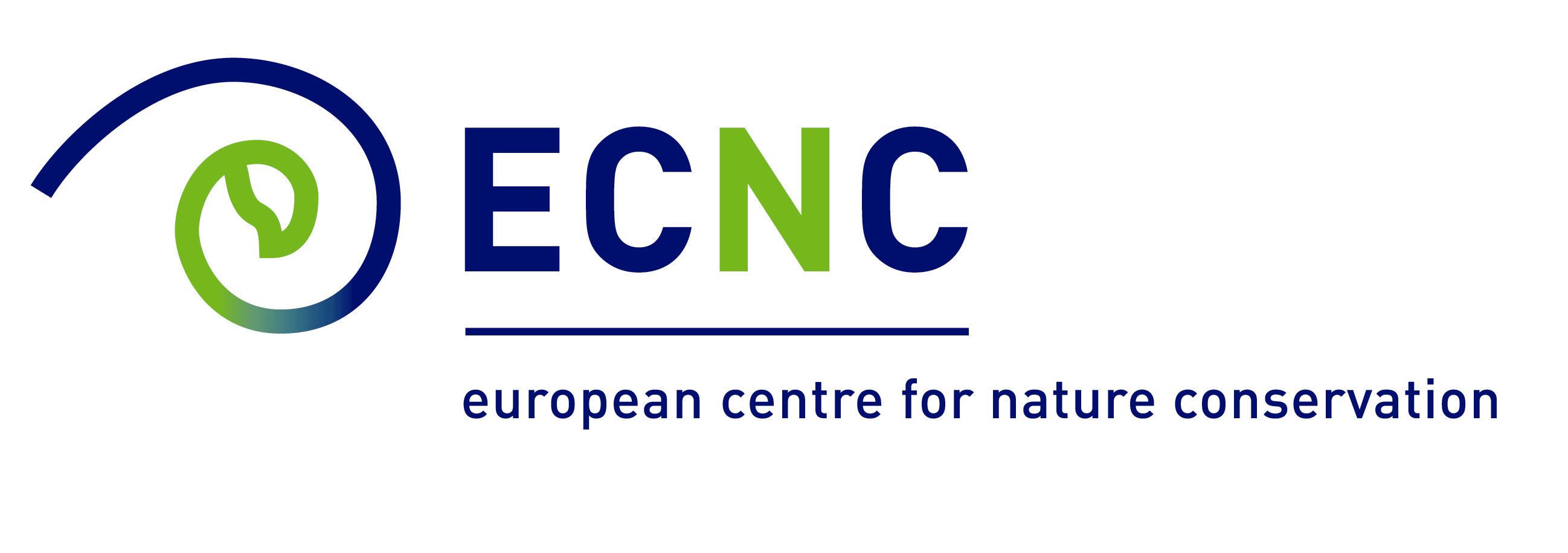

European Centre for Nature Conservation (Kurzform ECNC) ist eine europäische Naturschutzorganisation mit Sitz in den Niederlanden und wurde 1993 gegründet.

## Organisation
Das ECNC ist ein Netzwerk und Dachorganisation aus 52 privaten Naturschutzorganisationen und staatlichen Naturschutzinstituten aus 28 europäischen Ländern.
Die Organisation arbeitet mit Partnern an den Themen "Nature and Society" "Business and Biodiversity", "Green Infrastructure", "Ecosystem Services and Biodiversity Assessment", "Ecosystem and Species Management" und "Policy Support".

„Das ECNC stellt sein Fachwissen nationalen und regionalen Regierungen, zwischenstaatlichen Organisationen, wie den Vereinten Nationen, der Europäischen Kommission, der Europäischen Umweltagentur und dem Europarat sowie Institutionen, die im Rahmen der Themen Finanzierung, Landnutzung und Forschung tätig sind, zur Verfügung.“

ECNC ist zudem Mit-Stifter des ECOONET Action Fund.

## Partner
Das ECNC ist stark vernetzt. Auf der Homepage der Organisation werden folgende Partner genannt:
- ALTER-Net, das Long-Term Biodiversity, Ecosystem and Awareness Research Network, ECNC is Consortium Partner
- Countdown 2010 Initiative, ECNC ist key partner
- DAI, Dinaric Arc Initiative, ECNC ist Partner
- EEA, European Environment Agency, ECNC hat ein Memorandum von Cooperationen
- EHF, European Habitats Forum,
- Euroside, ECNC ist Fördermitglied
- IUCN, of which ECNC ist Mitglied
- Rewilding Europe Initiative, ECNC ist Partner
- UNEP-Europe, ECNC Memorandum of Understanding